# Pablo Zamarripa Uraga
Pablo Zamarripa Uraga (Laredo (Cantàbria), 1877 - Sondika (Biscaia), 17 d'agost, 1950), fou un sacerdot basc, que excel·lí en la literatura i la filologia basca.
Va rebre la instrucció primària a Erandio, va fer els estudis eclesiàstics a Durango i a Vitòria i es va ordenar de prevere el 1906, cantant la seva primera missa a Sondika al març del mateix any. Des de molt jove es va mostrar molt aficionat a la literatura i a la filologia basques i el 1897 va començar a col·laborar a la revista Euskalzale, fundada i dirigida per Resurrección María de Azkue, al qual va prestar la més entusiasta col·laboració al seu Diccionari basc-espanyol-francès, subministrant-li paraules d'ús a Sondika i els seus contorns.

De temperament entusiasta i molt estudiós, Zamarripa va fer una valuosa aportació a la literatura i filologia basques, havent-li merescut a Bonifacio d'Echegaray Corta una de les seves obres els següents:
| « | Zamarripa és un apassionat devot de la llengua basca; leif-motif de tota la seva obra és l'amor al basc. I a Gora gegira no podien estar absents les mostres d'aquest afecte filial al verb de la raça de l'autor: els religiosos, i molt ben tractats tots, amb admirable soltesa a la frase, amb absolut domini del lèxic i amb un fons poètic espontani i, de vegades, simpàticament ingenu... Zamarripa, que maneja el diàleg biscaí magistralment, agrada en ocasions d'expressar-se en aquella varietat que va conèixer primer, en el basc que es parla a Txorierri. | » |

A més de l'esmentat anteriorment, se li deu: Gramàtica basca; Vocabulario vasco-castellano (suplement a la mateixa) Manual del vascófilo, obra complementària de l'anterior, i Zaparradaketa. Va col·laborar en diaris i revistes, i diverses de les seves poesies van obtenir primer premi en diferents concursos celebrats al País Basc.